# Brygada niderlandzka
Brygada niderlandzka – wyższa jednostka taktyczna piechoty wprowadzona pod koniec XVI wieku. 
Organizatorami byli: Maurycy Orański, Ludwik Wilhelm i Jan von Nassau. Podstawową jednostką taktyczną w brygadzie był batalion; 250 pikinierów stawało w 5 szeregach i 50 rzędach; 240 muszkieterów w 2 dywizjonach po 3 plutony (każdy w 4 rzędach po 10 ludzi) na obu skrzydłach; 60 strzelców w przodzie, w rozproszeniu, jako straceńcy. Całość tworzyła front o długości 258 kroków. 6 batalionów (stanowiące brygadę) grupowano w 3 linie, w szachownicę - w pierwszej linii stawały obok siebie 2 bataliony, 100 m w tyle następne 2 (schodami) i o 200 m dalej pozostałe 2 obok siebie, stanowiące odwód. 
W natarciu dywizjony muszkieterów strzelały wyłącznie kontrmarszem.
Brygada niderlandzka, stanowiąca formę ugrupowania bojowego, zapewniała maksymalne wykorzystanie siły ognia muszkieterów.
Była to formacja charakterystyczna w okresie przejścia od taktyki głębokich czworoboków piechoty do taktyki linearnej.